# Demo 2 (album Alice N’ Chains)
Demo #2 – drugie oficjalne demo amerykańskiej grupy muzycznej Alice N’ Chains. Materiał został nagrany w domowym studiu nagraniowym PC Ring w Seattle. Tym razem produkcją albumu zajęli się sami muzycy. Album został nagrany w składzie: Layne Staley (śpiew), Nick Pollock (gitara prowadząca, wokal wspierający), Johnny Bacolas (gitara basowa) oraz James Bergstrom (perkusja). Na album trafiło łącznie sześć kompozycji, z czego dwie, „Hush, Hush” oraz „Football” pochodzą z czasów działalności zespołu Sleze (poprzedniego zespołu w którym występowali członkowie zespołu).

## Lista utworów
| Nr. |  | Tytuł                | Tekst        | Muzyka                                        | Długość |
| --- |  | -------------------- | ------------ | --------------------------------------------- | ------- |
| 1.  |  | „Sealed With a Kiss” | Layne Staley | Nick Pollock, Johnny Bacolas, James Bergstrom | 2:49    |
| 2.  |  | „Ya Yeah Ya”         | Layne Staley | Nick Pollock, Johnny Bacolas, James Bergstrom | 3:11    |
| 3.  |  | „Glamorous Girls”    | Layne Staley | Nick Pollock, Johnny Bacolas, James Bergstrom | 2:48    |
| 4.  |  | „Don't be Satisfied” | Layne Staley | Nick Pollock, Johnny Bacolas, James Bergstrom | 3:27    |
| 5.  |  | „Hush, Hush”         | Layne Staley | Nick Pollock, Johnny Bacolas, James Bergstrom | 2:29    |
| 6.  |  | „Football”           | Layne Staley | Nick Pollock, Johnny Bacolas, James Bergstrom | 2:01    |

## Twórcy
Alice N’ Chains
- Layne Staley – śpiew
- Nick Pollock – gitara, wokal wspierający
- Johnny Bacolas – gitara basowa
- James Bergstrom – perkusja

Produkcja
- Nagrywany: 1987 w PC Ring's Treehouse Studio w Seattle
- Producent muzyczny: Alice N’ Chains, PC Ring's
- Miksowanie: Jeff Meyers w Treehouse Studio

- Aranżacja: Nick Pollock, Johnny Bacolas, James Bergstrom
- Teksty utworów: Layne Staley